# Ústavní právo
Ústavní právo je právní odvětví veřejného práva vymezujícího stát a obsah státní moci. Ústavní právo je tvořeno souhrnem právních norem nejvyšší právní síly určujících formu státu a vlády, rozdělení a výkon státní moci a základní práva a svobody. 
Ústavní právo je posuzováno nejméně ve 3 aspektech, a to jako:
- odvětví práva konkrétních států
- vědecká disciplína
- pedagogická disciplína

## Předmět ústavního práva
Předmětem ústavního práva se myslí hodnotová a právně formulovatelná oblast společenských vztahů.
Ústavní právo se zaměřuje zejména na:
1. Základy veřejné moci a její mocenské povahy (suverenita lidu, státotvornost politických stran, struktura a forma vlády, vymezení a omezení veřejné moci, způsob vytváření reprezentativních orgánů)
2. Ústavní orgány moci (pojmenování institucí a struktury)
3. Základy společenské samosprávy (teritoriální, národní, či jiná)
4. Uznání a vymezení svobody individua (v podobě základních práv a svobod)
5. Základy politické demokracie (v podobě volné soutěže politických sil)
6. Základy systémové spravedlnosti (v podobě principů organizace a činnosti soudnictví)
7. Ústavněprávní symbolika

## Hlediska ústavního práva
Z obecného pojetí může být východisek ústavního práva více. 
Těmi základními jsou:
1. Hledisko politické – představující ústavní právo jako vyjádření představ politické reprezentace o žádoucí organizaci vztahů
2. Hledisko historicko-genetické – ústavní právo spjaté s moderní státností a vzniklé s revolučním vývojem
3. Hledisko etatistické – ústavní právo zabývající se vztahy vznikajícími při výkonu státní moci, strukturou státní moci a vůlí státu poskytnutého prostoru pro činnost individua
4. Hledisko normativně-právní – ústavní právo akcentující právní formu, v níž je zformulováno, případně podtrhující i skutečnost zvláštní právní síly ústavních zákonů anebo pouze aktů zvaných „ústava“
5. Hledisko věcně-předmětové – ústavní právo jako soustava právních norem konkrétní země, které upravují postavení člověka ve společnosti a státu, základy společenského zřízení, základy organizace a činnosti systému státních orgánů a také orgánů samosprávy

## Prameny
Hlavním pramenem ústavního práva jsou obecné právní principy a hodnotová učení (myšlenkové koncepce, doktríny, politické ideje). V závislosti na typu právní kultury a právního řádu jsou sepisovány do jednoho či více právních aktů označovaných jako ústavy (konstituce apod.) a dále případně rozváděny zákony, ústavními zákony, tzv. mimořádnými zákony či organickými zákony, prováděcími zákony, jednacími řády apod.
Dalšími prameny ústavního práva jsou soudcovské právo či nálezy ústavního soudu, ústavněprávní obyčeje, mezinárodní a vnitrostátní smlouvy, normativní akty hlav státu a v některých zemích tzv. náboženské právo či komunitární právo.
Představu o pramenech českého ústavního práva nám dává především předpis nejvyšší právní síly, Ústava České republiky.
Nejdůležitější normy českého ústavního práva tvoří předpisy ústavního pořádku. Ústavněprávní materie se však nachází i v zákonech. Z těch významných lze jmenovat:
- zákon č. 182/1993 Sb., o Ústavním soudu[4]
- zákon č. 90/1995 Sb., o jednacím řádu Poslanecké sněmovny[5]
- zákon č. 107/1999 Sb., o jednacím řádu Senátu[6]
- zákon č. 247/1995 Sb., o volbách do Parlamentu ČR[7]
- a další volební zákony

## Ústavní pořádek ČR
Pojem ústavní pořádek definuje čl. 112 odst. 1 Ústavy České republiky. Ústavní pořádek České republiky obsahuje právní předpisy nejvyšší právní síly. Platí, že předpisy nižší právní síly nesmějí odporovat ústavnímu pořádku. Materie ústavního pořádku může být měněna pouze ústavním zákonem vyžadujícím ke svému přijetí třípětinovou většinu všech poslanců a třípětinovou většinu přítomných senátorů.
Ústavní pořádek České republiky je tvořen:
1. Ústava České republiky (č. 1/1993 Sb.)
2. Listina základních práv a svobod (č. 2/1993 Sb.)
3. Ústavní zákony přijaté podle Ústavy České republiky, např.
  - Ústavní zákon o vytvoření vyšších územních samosprávných celků (č. 347/1997 Sb.)
  - Ústavní zákon o zkrácení volebního období Poslanecké sněmovny (č. 69/1998 Sb.)
  - Ústavní zákon o bezpečnosti České republiky (č. 110/1998 Sb.)
4. Ústavní zákony Národního shromáždění ČSR, Federálního shromáždění ČSSR a České národní rady upravující státní hranice České republiky
5. Ústavní zákony České národní rady přijaté po 6. červnu 1992
6. Podle judikatury Ústavního soudu jsou součástí ústavního pořádku podle článku 1 odstavce 2 Ústavy České republiky také ratifikované a vyhlášené mezinárodní smlouvy o lidských právech a základních svobodách.[9]

## Ústavnost
S vznikem moderní ústavnosti souvisí změny a přelomové okamžiky ve společenském vývoji. Rozvoj ústavnosti je spojen s různými dokumenty obsahující ústavněprávní materii jako jsou např. deklarace, právní akty, ústavy nebo rozhodnutí ústavních soudů. Dokumenty, které zakotvily dnes již tradiční principy jako je svoboda jednotlivce, rovnoprávnost občanů, politický pluralismus, dělba moci, soudní nezávislost apod.
Na ochranu ústavnosti dohlížejí ústavní soudy. Jednou z náplní jejich činnosti je posuzování ústavních konfliktů za využití různých interpretačních metod (zejména jazykové, systematické, teleologické či historicko-genetické). Svojí činností rovněž přispívají ke konkretizaci jednotlivých ustanovení a určují, jakým způsobem mají být příslušná ustanovení interpretována.